# Narita-san Shinshō-ji
Narita-san Shinshō-ji (jap. 成田山新勝寺) – buddyjska świątynia japońskiej odmiany buddyzmu ezoterycznego Shingon, znajdująca się w Narita, w prefekturze Chiba, w Japonii.

## Historia
Świątynia została założona w 940 roku przez wysokiej rangi mnicha Kanchō Daisōjō, który był uczniem Kūkaia. Jest poświęcona bóstwu mądrości Fudō Myōō, które jest zwykle przedstawiane z mieczem i liną w otoczeniu płomieni. Często nazywano je bogiem ognia i kojarzono z ceremoniami ognia.
Świątynia została zbudowana, aby uczcić zwycięstwo wojsk wysłanych ze stolicy Heian-kyō (ob. Kioto) do stłumienia buntu Masakado Tairy, który był potężnym samurajem z bogatego klanu (gōzoku) w regionie Kantō. Kapłan ów towarzyszył tym siłom, przenosząc figurę Fudō Myōō, zabraną ze świątyni Takao-san Jingo-ji w Kioto. Uważa się, że to Kūkai wyrzeźbił ją i użył w ceremoniach świętego ognia, które pomogły powstrzymać bunt w jego czasach. Podobnie stało się w 940 roku. Według legendy, posąg stał się tak ciężki („odmówił ruchu”) po zwycięstwie, że przewiezienie go z powrotem do Kioto stało się niemożliwe. Zbudowano zatem nową świątynię Narita-san Shinshō-ji, aby go chronić. 
Dopóki Ieyasu Tokugawa nie przeniósł swojej stolicy do Edo w 1603 roku, świątynia pozostawała nieznaną, wiejską świątynią przez ponad 600 lat. Dopiero jego prawnuk, Ietsuna Tokugawa, zrekonstruował Pawilon Główny w 1655 roku, który obecnie służy do nauki kaligrafii. Dla uczczenia Kūkaia, który był jej mistrzem.

## Galeria

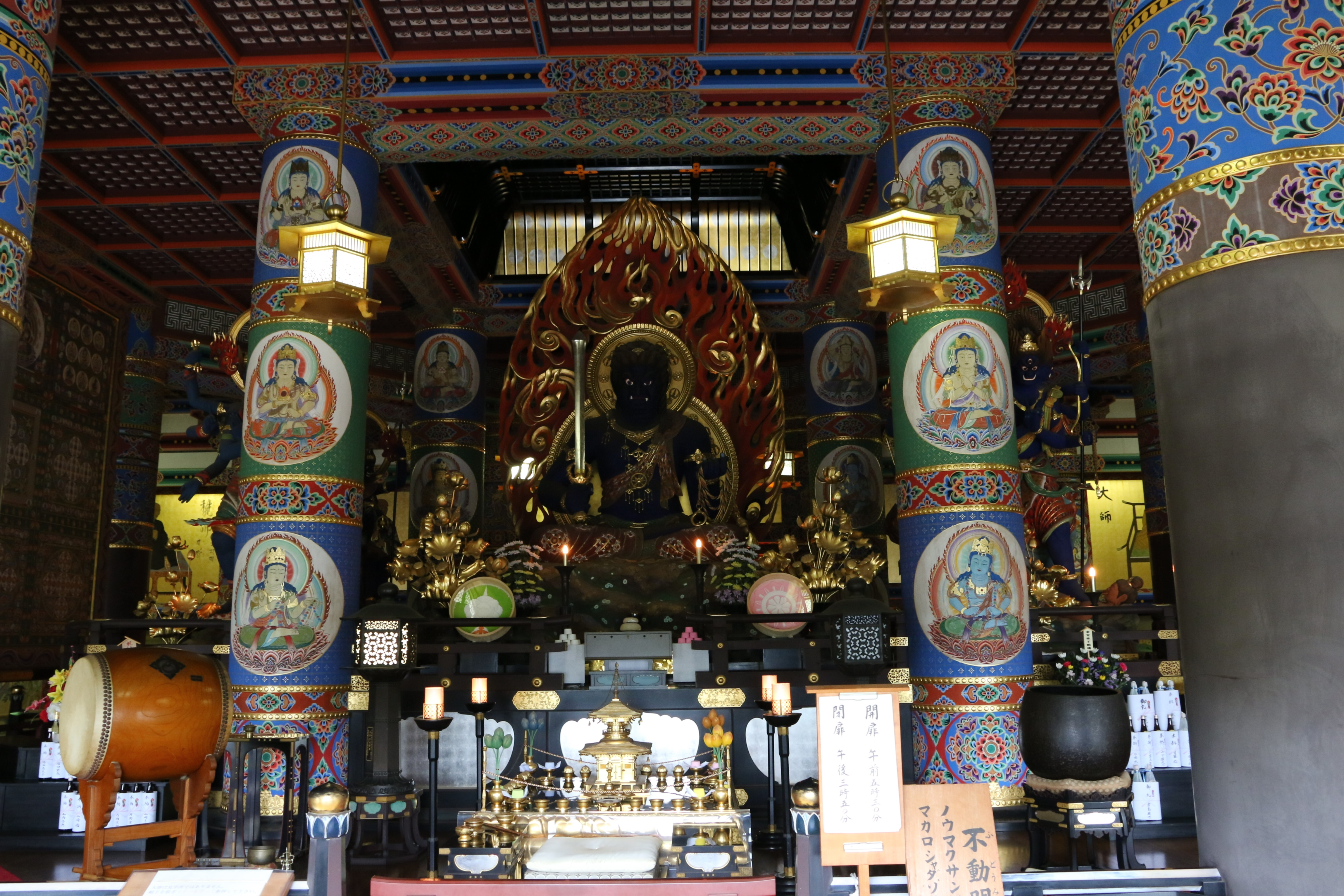
Posąg Fudō Myōō w Wielkiej Pagodzie Pokoju
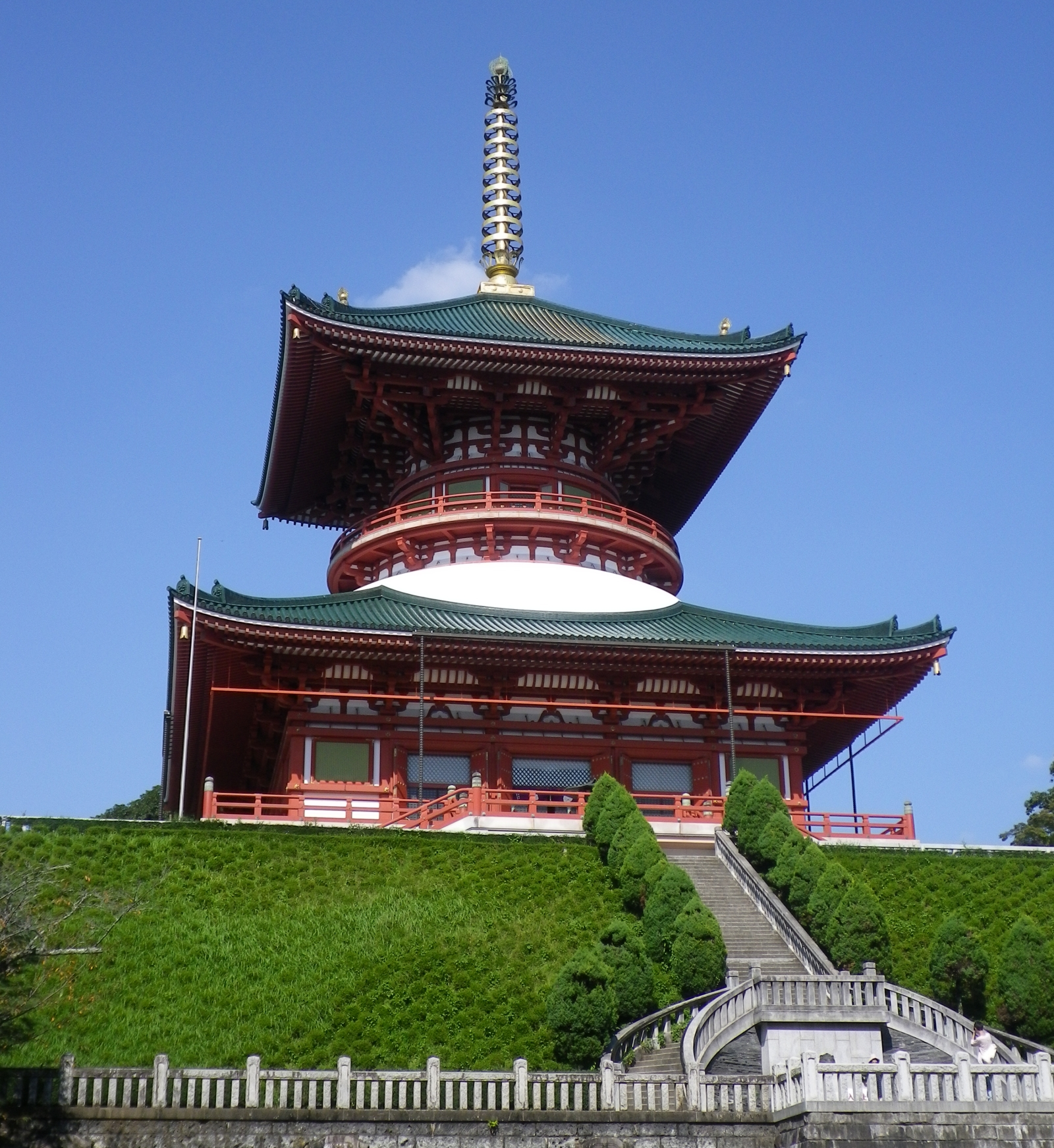
Wielka Pagoda Pokoju
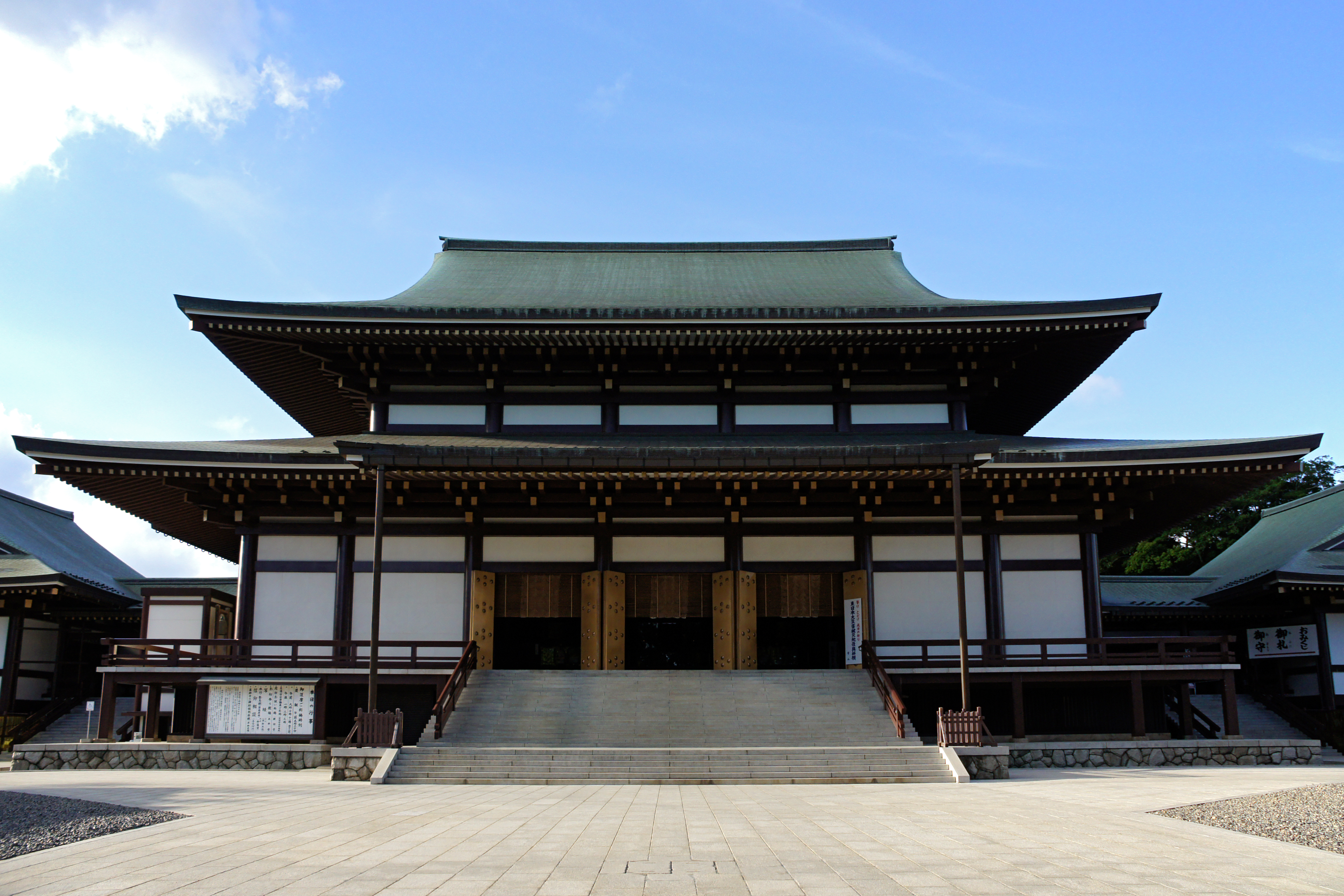
Główny Pawilon
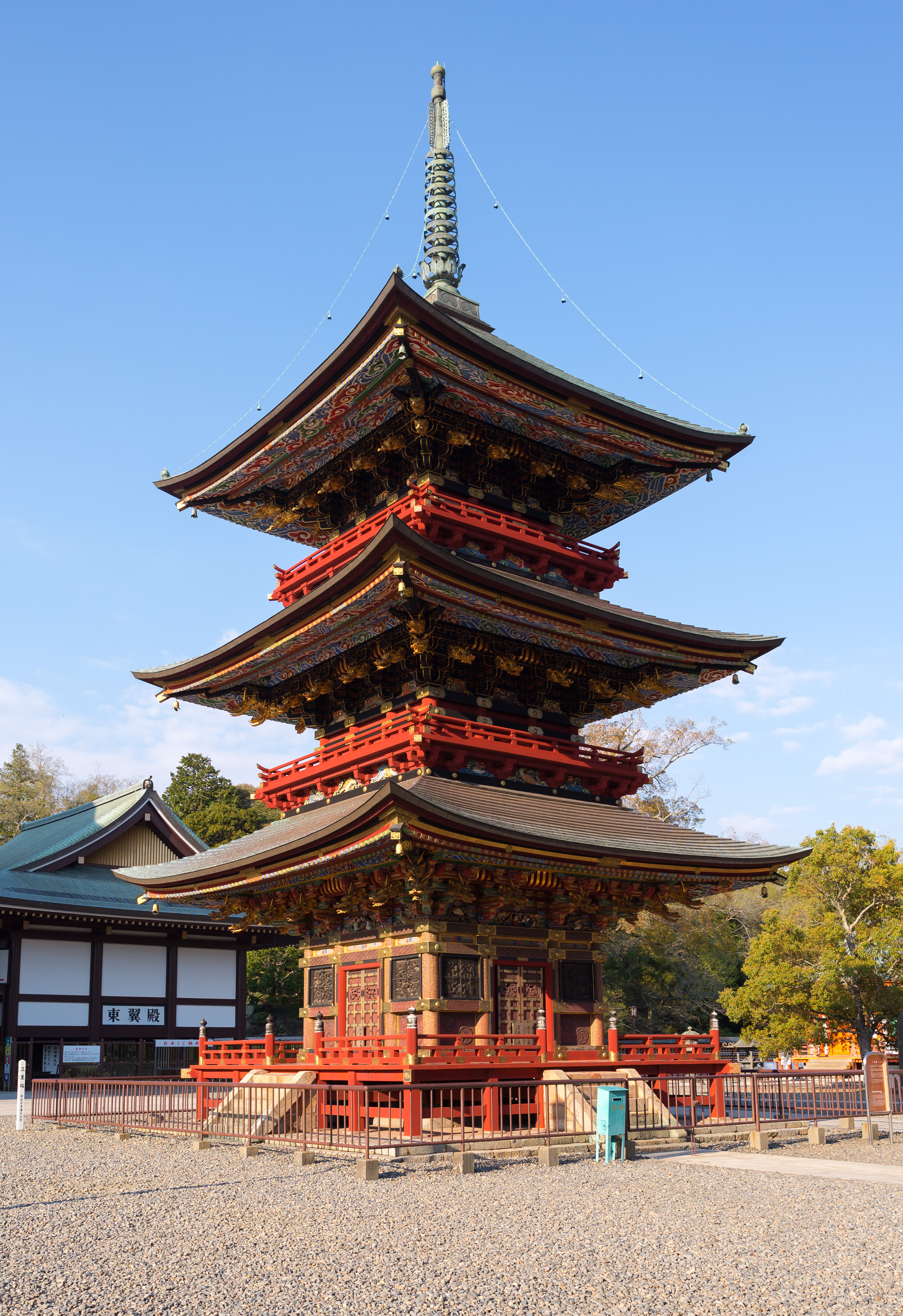
Pagoda z 1702 roku
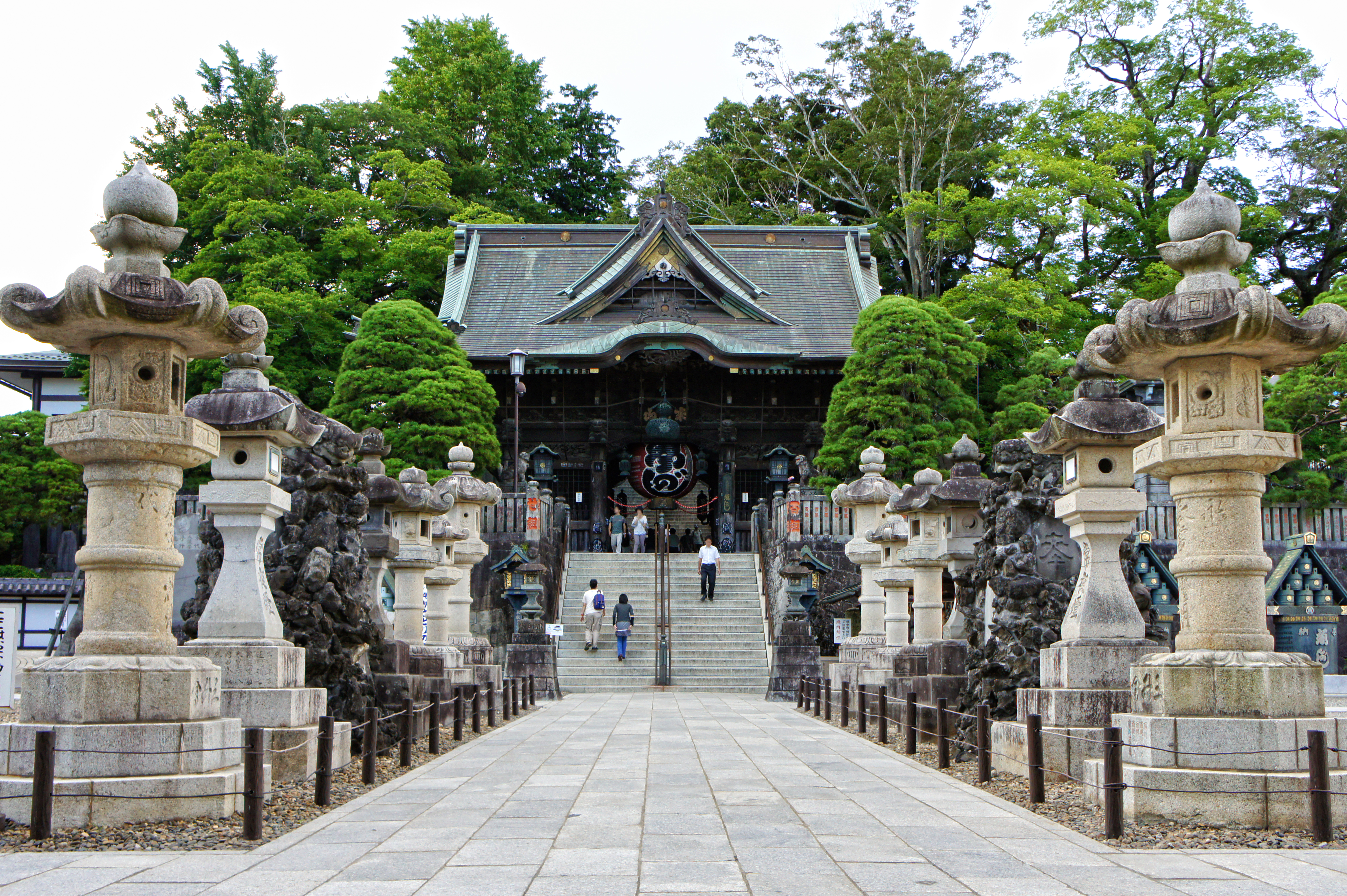
Brama Niō-mon
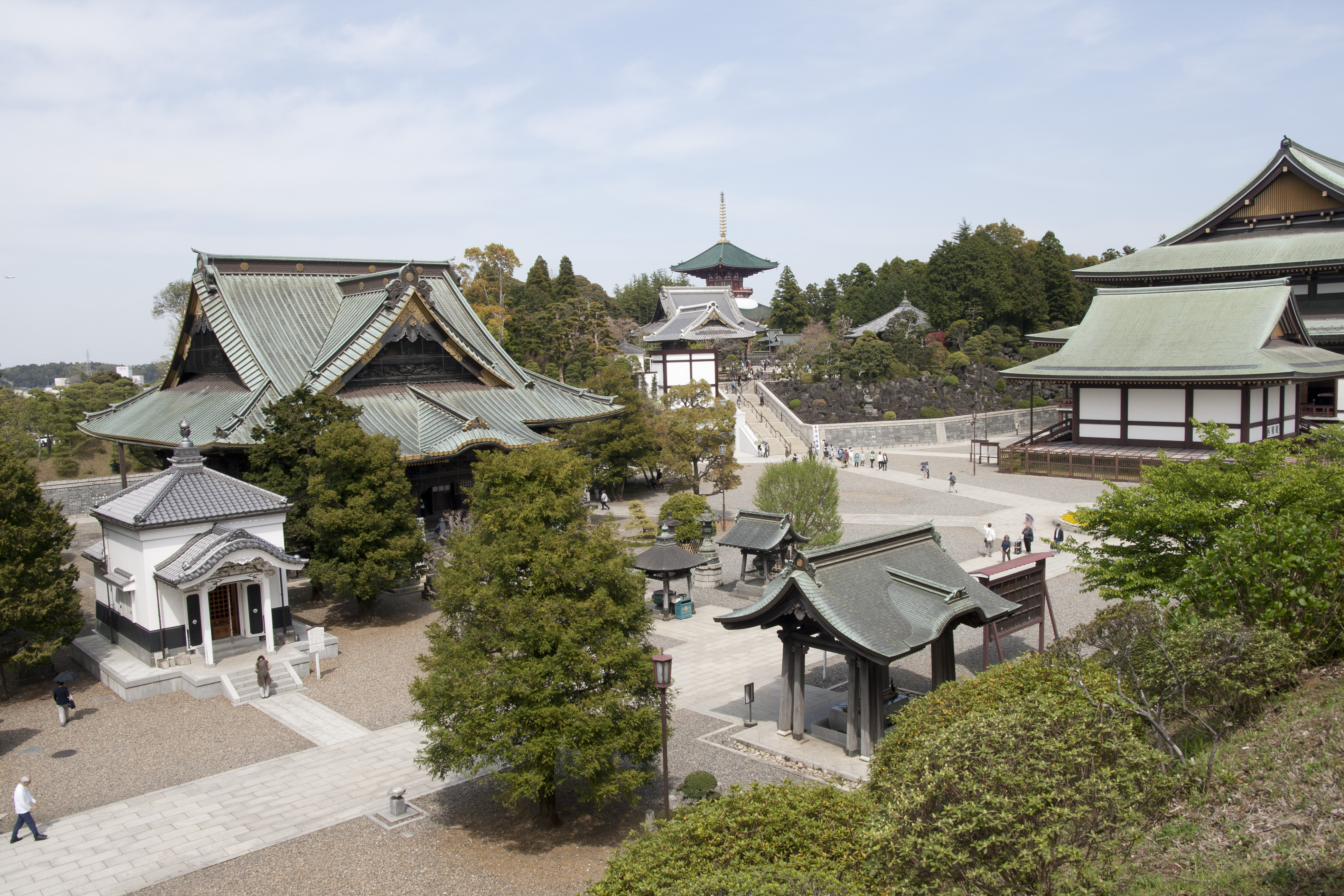
Widok ogólny świątyni